# Chikkagandsi, Arsikere
Chikkagandsi là một làng thuộc tehsil Arsikere, huyện Hassan, bang Karnataka, Ấn Độ.